# Hiske van der Linden
Hiske van der Linden (Amsterdam, 16 oktober 1954) is een Nederlandse actrice.
Van der Linden behaalde in 1972 haar schooldiploma op het Montessory Lyceum in Amsterdam. In 1983 studeerde ze af aan de Toneelschool van Maastricht. Drie jaar later speelde ze de rol van Karin Korteweg in de met een Oscar-bekroonde oorlogsfilm De aanslag. Na deze filmrol speelde ze eind 1990 de rol van Francine de Waal in de soapserie Goede tijden, slechte tijden. Tussen 1993 en 1995 speelde Van der Linden een grote bijrol in de advocatenserie Pleidooi, waarin ze Hanneke van Gilze speelde.
In de jaren negentig volgde gastrollen in Unit 13, Twaalf steden, dertien ongelukken, Oud Geld en twee keer een gastrol in Baantjer. In het echte leven is Hiske getrouwd en moeder van twee zoons, Tobias en Caspar.

## Carrière
- De terechtstelling (1984)
- De aanslag (1986) - Karin Korteweg
- Vroeger is dood (1987) - Zuster
- Iris (1987) - Eva
- Goede tijden, slechte tijden (1990) - Francine de Waal
- Pleidooi (1993-1995) - Hanneke van Gilze
- Charlotte Sophie Bentinck (1996) - Lottgen
- Baantjer (1997) - Caroline Hulst (De Cock en de eenzame dood)
- Unit 13 (1998) - Christine Langeraar
- Novellen: Jan Willem Goes Bijlmer(1998) - Lerares
- Baantjer (1999) - Arlette Klap (De Cock en de moord op de psychiater)
- Wilhelmina (2001) - Juffrouw van Rijn
- Nynke (2001) - Kuuroorddame
- Bergen Binnen (2003) - Froukje van Wijngaard
- Schoolfeest (2011)
- Van God Los (2011) - Lerares
- Blijf! (2011) - Minister
- Flikken Maastricht (2018) - Nora Fraaij